# گیل استوال
گیل استوال (به انگلیسی: Gil Stovall) (زادهٔ ۳ ژوئن ۱۹۸۶) شناگر اهل ایالات متحده آمریکا است.